# Klooster Schiermonnikoog
Klooster Schiermonnikoog is sinds januari 2019 een klooster voor cisterciënzer monniken die sinds 2015 op Schiermonnikoog verblijven, nadat ze hun abdij in Diepenveen verlaten hadden. Tot 2019 was het gebouw in gebruik als landhuis, hotel en jeugdherberg onder de naam Rijsbergen.

## Geschiedenis
Het landhuis Rijsbergen (ook De Borch) werd in 1757 gebouwd door Tjarda van Starkenborch Stachouwer, heer van Rijsbergen, de toenmalige eigenaar van het eiland Schiermonnikoog. Het oorspronkelijk verblijf van de familie Stachouwer lag in het dorpje Westerburen, dat in de loop der tijd in de zee is verdwenen. De familie Stachouwer nam het initiatief tot het verplaatsen van de nederzetting op Schiermonnikoog in oostelijke richting. De door hen gebouwde residentie werd ook door hun opvolgers, respectievelijk John Eric Banck (van 1859 tot 1892) en graaf Berthold von Bernstorff (van 1892 tot 1945), als hun officiële verblijfplaats op Schiermonnikoog gebruikt. Banck gaf het gebouw in 1860 een nieuw neoclassicistisch uiterlijk.
Na de Tweede Wereldoorlog werd het gebouw omgebouwd tot jeugdherberg. De accommodatie maakte deel uit van de toenmalige Nederlandse Jeugdherberg Centrale (NJHC).
Als Herberg Rijsbergen was het gebouw van 1992 tot 2019 een van de hotelaccommodaties van Schiermonnikoog.

## Klooster
In februari 2018 werd bekend dat Rijsbergen is aangekocht door de cisterciënzer monniken. Na een verbouwing is het klooster op 28 februari 2021 geopend en ingezegend door Ron van den Hout, bisschop van het bisdom Groningen-Leeuwarden.
Tot aan de reformatie waren er op het eiland  'Schiere monniken'  gevestigd in een uithof van het cisterciënzerklooster Abdij van Klaarkamp uit Rinsumageest.